# Estouteville-Écalles
Estouteville-Écalles è un comune francese di 468 abitanti situato nel dipartimento della Senna Marittima nella regione della Normandia.

## Società

### Evoluzione demografica
Abitanti censiti